# Cantó de Mende-Sud

Cantó de Mende-Sud

El cantó de Mende-Sud és un cantó francès del departament del Losera, a la regió d'Occitània. Està enquadrat al districte de Mende, té sis municipis i el cap cantonal és Mende.

## Municipis
- Balsièja
- Brenosc
- Lanuèjols
- Mende (una part)
- Sent Bausèli
- Sent Estève